# Franc Pernè
Franc Perne, slovenski rimskokatoliški duhovnik in nabožni pisatelj, * 28. marec 1861, Povlje, † 27. marec 1935, Ljubljana.

## Življenje in delo
Rodil se je očetu Jožefu in materi Uršuli (rojeni Markuta). Osnovno šolo in dva razreda gimnazije je končal v Kranju, nato se je preselil v Ljubljano, kjer je bi gojenec Alojzijevišča. Po maturi je v Ljubljani študiral bogoslovje in bil leta 1887 posvečen v mašnika, 1891 je napravil izpit za profesorja verouka na srednjih šolah, 1895 pa je na Univerzi v Gradcu promoviral za doktorja teologije. V letih 1888−1892 je bil prefekt v ljubljanskem Alojzijevišču in bil tu istočasno tudi učitelj verouka. V letih 1891–1892 je bil pomožni učitelj verouka na višji gimnaziji v Ljubljani. Učil je tudi na strokovni šoli za obdelovanje lesa. V letih 1894–1895 je bil profesor verouka na gimnaziji v Kranju. Po upokojitvi je bival v Ljubljani.
V gimnazijskih letih se je zanimal za tuje jezike, predvsem za francoščino, italijanščino, angleščino in španščino. Bil je sodelavec literarnega mesečnika  Dom in svet in časopisa Zgodnja Danica. Napisal je nekaj prispevkov o zgodovini gimnazije v Kranju in o njeni kapeli. Strokovne prispevke je objavljal tudi v šolski, javnosti namenjeni publikaciji (izvestjih) gimnazije v Kranju in v ljubljanskem škofijskem listu. Napisal je tudi zgodovino rojstne župnije. Pri Mohorjevi družbi je sodeloval pri pripravi Življenja svetnikov. Objavljal je tudi pod psevdonimom Filaret.

## Dela
- Nova gimnazija v Kranju (Dom in svet, 1897)
- Gimnazijska kapela v Kranju (Dom in svet, 1899)
- Luis Coloma (Dom in svet, 1901)
- Cervantes (Dom in svet, 1916)
- Župnik Ivan Dolžan (Zgodnja Danica, 1899)
- Dva govora sv. Ivana Zlatoustega (Zgodnja Danica, 1903)
- Sveta načela (Zgodnja Danica, 1905)
- Naši dijaki v Rimu (Zgodnja Danica, 1905)
- Ravnik Josip Hubad (Izvestja gimnazije v Kranju, 1906–1907)
- P. Tom Burke (Izvestja gimnazije v Kranju 1905–1906 in 1906–1907)
- O etiki brez vere v Boga, (Ljubljana, 1911)
- Trstenik, (1903)